# Мостиська-Держкордон
Мости́ська-Держкордо́н (також зупинний пункт Шегині) — пасажирський залізничний зупинний пункт Львівської дирекції Львівської залізниці на електрифікованій постійним струмом двоколійній лінії Львів — Мостиська II
Розташований у селі Шегині Мостиського району Львівської області між станцією Мостиська II (1 км) та польським кордоном. Є кінцевим для приміських електричок зі Львова. На квитках пишеться «Шегині».
Біля виходу з першого вагону розташований переїзд. Ліворуч зазвичай пасажирів з електрички забирає маршрутка. Пішки до пішого пункту пропуску через кордон Шегині — Медика — близько 10 хвилин.